# Over 60 Minutes With...Helix
Over 60 Minutes With...Helix è un album raccolta degli Helix, uscito nel 1989 per l'Etichetta discografica Capitol Records.

## Tracce
1. No Rest for the Wicked (Hackman, Vollmer) 3:16
2. Check Out the Love (Hackman, Vollmer) 3:06
3. Dirty Dog (Vollmer) 3:35
4. Give It to You (Hackman, Vollmer) 4:03
5. Young & Wreckless (Doerner, Hackman, Vollmer) 3:24
6. Deep Cuts the Knife (Hackman, Halligan) 4:03
7. Animal House (Hackman, Vollmer) 2:59
8. You Keep Me Rockin' (Hackman, Vollmer) 3:42
9. Never Wanna Lose You (Hackman, Vollmer) 3:08
10. Does a Fool Ever Learn (Schwartz) 3:21
11. Jaws of the Tiger (Hackman, Vollmer) 3:58
12. White Lace & Black Leather (Doerner, Hackman, Vollmer) 3:43
13. Long Way to Heaven (Doerner, Hackman, Vollmer) 3:36
14. Without You (Jasmine's Song) (Doerner, Hackman, Vollmer) 3:43
15. Everybody Pays the Price (Uzelac, Vollmer) 3:25
16. Heavy Metal Love (Hackman, Vollmer) 3:02
17. Gimme Gimme Good Lovin' (Cordell, Levine) 3:30 (Crazy Elephant Cover)
18. When the Hammer Falls (Hackman, Vollmer) 3:03
19. The Kids Are All Shakin' (Hackman, Vollmer) 3:50
20. (Make Me Do) Anything You Want (Nauman, Taylor) 4:02
21. Rock You (Halligan) 2:55